# Берасатегі
Берасате́гі (ісп. Berazategui) — місто в аргентинській провінції Буенос-Айрес, на півдні Великого Буенос-Айреса. Адміністративний центр однойменного округу. Найбільший центр скляної промисловості в Аргентині.

## Історія

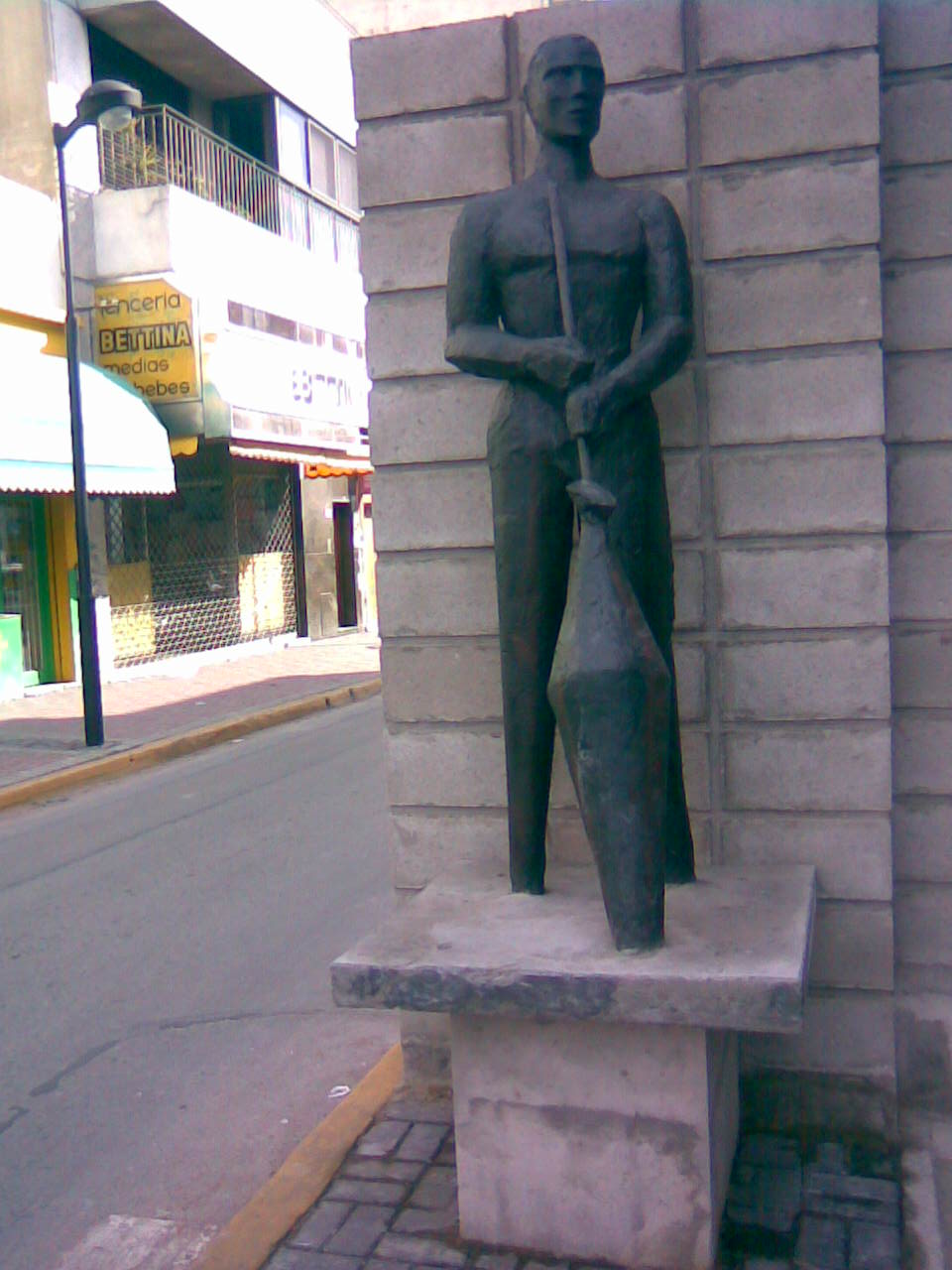
Пам'ятник працівнику склофабрики

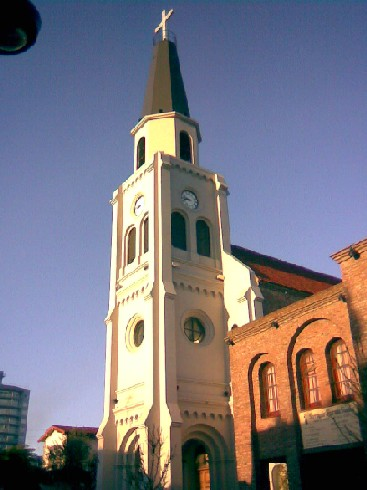
Церква Святого Сімейства

Коли Хуан де Гарай заснував місто Буенос-Айрес, він роздав прилеглі землі округу Магдалена своїм компаньйонам. Територія, де зараз знаходиться Берасатегі, була розподілена між Алонсо Гомесом (північна частина), Педро де Ісаррою (центр) та Антоном Роверто (південна частина). 1602 року Роверто продав свої землі разом з будинком Ісаррі.
1622 року Ісарра помер, залишивши маєток у спадок доньці, чоловік якої збудував поблизу порт.
1635 року через розгул контрабанди частина земель була віддана дону Херонімо Бенавідесу, який зобов'язувався стежити за порядком. Внаслідок діяльності Бенавідеса порт, який на той час використовувався контрабандистами, занепав.
1784 року округ Магдалена було поділено на три райони: Сан-Вісенте, Магдалена і Кільмес. До складу останнього увійшли і землі нинішнього Берасатегі.
До XIX ст. на цих землях розташовувався невеличкий хутір, жителі якого займалися переважно сільським господарством.
Місто Берасатегі було офіційно засноване 23 листопада 1816 року. Своїм ім'ям воно завдячує Хосе Клементе Берасатегі, який пожертвував свої землі для будівництва залізничної станції.
У грудні 1872 року було добудовано залізничну гілку до станції Берасатегі, а 1909 року прокладено ще одну за кілометр від неї.
Перша школа Берасатегі відкрилася у грудні 1874 року за сприяння Атанасіо Ланса, а друга — 21 лютого 1911 року.
1890 року було засновано пошту. Перший РАЦС у місті почав працювати 1909 року.
З проведенням залізниці місцевість стала привабливою для будівництва. Спочатку тут було засновано солильню на 2000 працівників, потім виробництво кошиків, а 1906 року тут було відкрито скляну фабрику «Cristalerías Rigolleau». Це підприємство стало містоутворюючим для Берасатегі: воно привабило велику кількість робітників, які поселилися на цій території, та багатьох підприємців, які забезпечували їх усім необхідним для існування. Відтак Берасатегі швидко перетворився на з аграрного на індустріальний район.
1925 року Берасатегі було електрифікофано, також почало працювати вуличне освітлення.
1929 року розпочалося мощення, а згодом асфальтування вулиць міста.
1935 року у місті було збудовано каплицю, а 1944 року розпочалося будівництво головного храму міста — парафіяльної церкви Святого Сімейства.
1936 року у місті було відкрито фабрику синтетичних волокон «Ducilo», яка згодом також стала випускати целофан, нейлон і газ фреон.
4 листопада 1960 року землі Берасатегі було відокремлено від округу Кільмес в окрему територіальну одиницю.
28 березня 1966 року відкрилася Політехнічна школа Берасатегі, перший професійно-технічний навчальний заклад у місті.
Поштовх для розвитку міста Берасатегі у 1990-х роках дало прокладення автотраси Ла-Плата — Буенос-Айрес, яка проходила містом.

## Географія
Берасатегі розташований за 2 км на захід від берега Ріо-де-ла-Плати на рівнинній місцевості.
Клімат Берасатегі помірний і вологий, практично ідентичний до клімату Буенос-Айреса, але трохи прохолодніший. Середня температура січня 25 °C, липня 11 °C. Влітку температура може сягати +35 °C, взимку — 2 °C. Середня річна кількість опадів близько 1000 мм. Снігопади нехарактерні для міста, за останні сто років сніг випадав лише раз — 9 липня 2007 року.
У Берасатегі переважають такі вітри:
- Памперо з південного заходу, дуже холодний та сухий, переважає у червні
- південно-східний Судестада, переважає у квітні і жовтні, прохолодний і дуже вологий, часто приносить опади[3]
- у решту місяців переважають східні та північно-східні вітри

| Клімат Берасатегі                                                        | Клімат Берасатегі | Клімат Берасатегі | Клімат Берасатегі | Клімат Берасатегі | Клімат Берасатегі | Клімат Берасатегі | Клімат Берасатегі | Клімат Берасатегі | Клімат Берасатегі | Клімат Берасатегі | Клімат Берасатегі | Клімат Берасатегі | Клімат Берасатегі |
| Показник                                                                 | Січ.              | Лют.              | Бер.              | Квіт.             | Трав.             | Черв.             | Лип.              | Серп.             | Вер.              | Жовт.             | Лист.             | Груд.             | Рік               |
| Абсолютний максимум, °C                                                  | 37,7              | 35,1              | 33,3              | 29,6              | 27,4              | 18,7              | 20,1              | 30,3              | 23,8              | 32,4              | 32,3              | 32,3              | 29,4              |
| Середній максимум, °C                                                    | 31,2              | 29,9              | 28,0              | 24,5              | 20,1              | 15,2              | 14,5              | 19,2              | 17,9              | 22,8              | 26,5              | 27,9              | 23,1              |
| Середня температура, °C                                                  | 25,0              | 24,2              | 23,2              | 18,9              | 15,4              | 10,9              | 10,1              | 14,3              | 13,3              | 17,5              | 21,1              | 22,5              | 18,0              |
| Середній мінімум, °C                                                     | 20,4              | 19,8              | 19,2              | 14,4              | 11,7              | 7,4               | 6,4               | 10,3              | 9,5               | 12,8              | 16,7              | 18,2              | 13,9              |
| Абсолютний мінімум, °C                                                   | 13,4              | 14,4              | 13,4              | 7,6               | 4,9               | 1,1               | 1,3               | 4,5               | 2,4               | 7,1               | 10,7              | 11,5              | 7,7               |
| Норма опадів, мм                                                         | 37.2              | 153.0             | 124.7             | 29.9              | 41.1              | 18.3              | 109.2             | 25.8              | 110.7             | 154.7             | 174.6             | 153.6             | 1132.8            |
| ------------------------------------------------------------------------ | ----------------- | ----------------- | ----------------- | ----------------- | ----------------- | ----------------- | ----------------- | ----------------- | ----------------- | ----------------- | ----------------- | ----------------- | ----------------- |
| Джерело: http://www.climasurgba.com.ar/index.php?accion=tablaAnio&anio=9 |                   |                   |                   |                   |                   |                   |                   |                   |                   |                   |                   |                   |                   |

## Економіка
Містоутворюючим підприємством Берасатегі є скляна фабрика, яка є найбільшою в Аргентині. Завдяки цьому місто часто називають національною столицею скла (ісп. Capital Nacional del Vidrio).